# Altivole
Altivole (velenceiül Intiòe) egy olasz község (comune) a Veneto régióban, Treviso megyében.